# Karola
A Karola a Károly férfinév latin alakjának, a Carolusnak a női párja.

## Rokon nevek
- Karolina:[1] a Karola továbbképzése.[2]
- Karolin:[1] a Karolina magyar becenevéből önállósult név.[2]
- Karla:[1] a Károly név német, holland, cseh és lengyel női változata.[2]
- Lina:[1] a Karolina beceneve.[3]
- Linett:[1] a Lina francia eredetű, kicsinyítőképzős alakja.[3]
- Linetta:[1] a Linett latinos továbbképzése.[3]
- Lotti:[1] a Karola francia alakjának, a Charlotte névnek a német és angol beceneve.[4]
- Sarlott:[1] a Karola francia alakjának, a Charlotte névnek a magyaros ejtésű és írású változata.[5]
- Sárlott:[1] a Sarlott alakváltozata.

## Gyakorisága
Az 1990-es években a Karola igen ritka, a Karolina ritka, a Karolin, Karla, Lina, Linett, Linetta, Lotti és a Sarlott szórványos név volt, a 2000-es években nem szerepelnek a 100 leggyakoribb női név között.

## Névnap
Karola
- január 28.[2]
- május 9.[2]
- november 4.[2]

Karolin, Karolina
- február 2.[2]
- május 9.[2]
- november 4.[2]

Karla, Sarlott
- május 9.[2][5]
- november 4.[2][5]

Lina, Linett, Linetta
- szeptember 23.[3]
- november 4.[3]

Lotti
július 17.

## Híres névviselők

### Híres Karolák, Karolinák és Karolinok
- Csűrös Karola színésznő (született Karolinaként)
- Ágai Karola opera-énekesnő
- Bettelheim Caroline osztrák–magyar opera-énekesnő
- Caroline Bonaparte, Napóleon Bonaparte húga
- Caroline Grimaldi monacói hercegnő
- Carolina Izsák venezuelai magyar szépségkirálynő, fotómodell
- Carolina Kostner, olasz műkorcsolyázó
- Karolina Kurkova cseh modell
- Caroline Trentini brazil modell
- Caroline Vis holland teniszezőnő
- Caroline Wozniacki dán teniszező
- Ember Karolina az országos nőiparegylet iskolaigazgatója
- Karoline Amalie von Mehling, Gebhard Leberecht von Blücher, Wahlstatt hercegének felesége
- Karolina Goceva macedón énekesnő
- Karoline Pichler osztrák-német regényíró
- Karolina Šprem horvát teniszezőnő
- Karoline Wilhelmine Blamauer (Lotte Lenya), német színésznő, énekesnő, a Koldusopera első női főszereplője
- Margit Karolina szász királyi hercegnő
- Mária Jozefa Karolina szász hercegnő
- Mária Karolina főhercegnő, Mária Terézia lánya
- Mária Karolina Ferdinanda nápoly–szicíliai királyi hercegnő

### Híres Karlák, Sarlottok és Sárlottok
- Carla Bruni olasz manöken, a francia köztársasági elnök felesége
- Czegei Carla írónő
- Carla Gugino amerikai színésznő
- Carla Suárez Navarro spanyol teniszezőnő
- Charlotte Brontë – angol írónő
- Charlotte Church walesi színésznő

### Linák, Linettek, Linetták és Lottik
- Lina Medina, a legfiatalabb édesanya a világon
- Lina Pagliughi olasz opera-énekesnő